# داني ذا دوج
داني ذا دوج هو فيلم من نوع إثارة وحركة وفنون قتالية أُصدر في 2005. الفيلم من إنتاج يوروبا كورب، ومن توزيع Rogue Pictures ‏، وهو من إخراج لويس ليترير، أما السيناريو فكان من كتابة لوك بيسون.

## القصة
تقع أحداث الفيلم في غلاسكو.
يهرب رجل استعبد من قبل الغوغاء منذ الطفولة ونشأ في التصرف مثل كلب هجوم بشري من خاطفيه ويحاول بدء حياة جديدة.

## طاقم التمثيل
- فنسنت تيللا
- Matthieu Albertini  [لغات أخرى]‏
- جت لي
- بوب هوسكينز
- Alain Figlarz  [لغات أخرى]‏
- كيري كوندون
- عفيف بن بدره
- سكوت آدكنز
- جورجينا تشابمان
- Maurice Chan  [لغات أخرى]‏
- فينسينت راجان
- مورغان فريمان

## الإنتاج
موسيقى الفيلم التصويرية كانت من تأليف Neil Davidge ‏.

## وصلات خارجية
- داني ذا دوج على موقع IMDb (الإنجليزية)
- داني ذا دوج على موقع ميتاكريتيك (الإنجليزية)
- داني ذا دوج على موقع روتن توميتوز (الإنجليزية)
- داني ذا دوج على موقع نتفليكس (الإنجليزية)
- داني ذا دوج على موقع ألو سيني (الفرنسية)
- داني ذا دوج على موقع Turner Classic Movies (الإنجليزية)
- داني ذا دوج على موقع أول موفي (الإنجليزية)
- داني ذا دوج على موقع بوكس أوفيس موجو (الإنجليزية)
- داني ذا دوج على موقع فيلمافينيتي (الإسبانية)
- داني ذا دوج على موقع قاعدة بيانات الأفلام السويدية (السويدية)